# Wilhelm Beckmann (Maler)

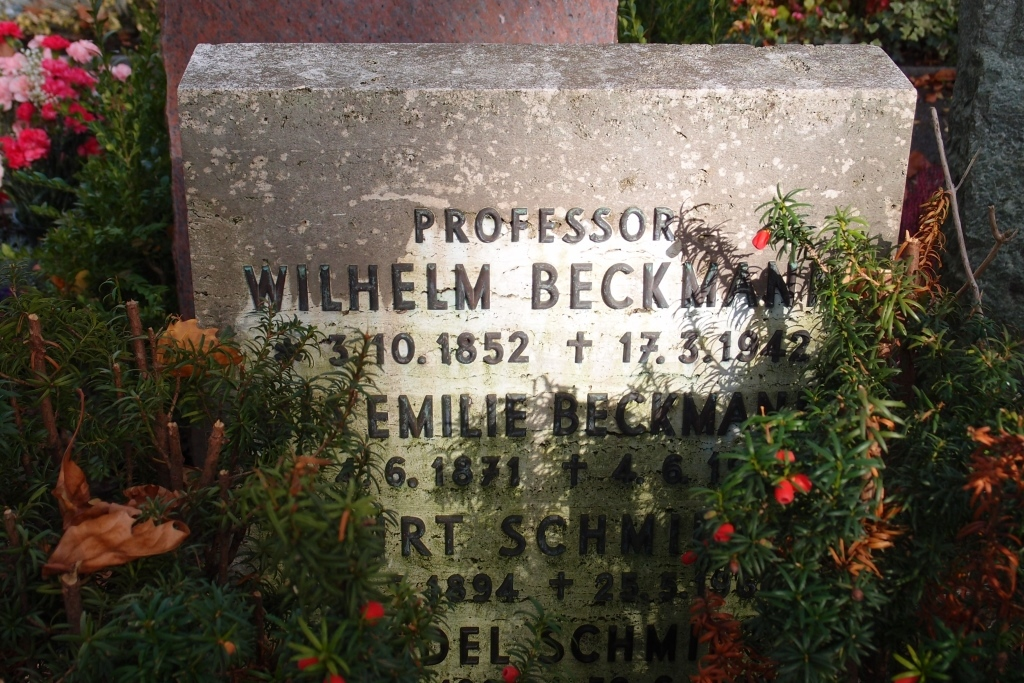
Grab des Malers Wilhelm Beckmann (1852–1942) auf dem Friedhof Wilmersdorf in Berlin

Wilhelm Beckmann (* 3. Oktober 1852 in Düsseldorf; † 17. März 1942 in Berlin) war ein deutscher Maler der Düsseldorfer Schule.
Beckmann war zu Lebzeiten ein bekannter Künstler, der auch Festzüge und lebende Bilder gestaltete und von vielen hochgestellten Persönlichkeiten als Porträtmaler angefragt wurde. 1905 wurden ihm das österreichische Ritterkreuz des Franz-Joseph-Ordens sowie der Rote Adlerorden verliehen.

## Leben

### Kindheit und Jugend
Wilhelm Beckmann wurde am 3. Oktober 1852 in Düsseldorf geboren. Seine Eltern führten am Carlsplatz ein gutgehendes Restaurant. Beckmann schreibt in seiner Autobiographie, dass sein Pate, der Stilllebenmaler Johann Wilhelm Preyer, bei der Taufe den Trinkspruch ausgebracht habe: „Dieser Junge soll dereinst ein Maler werden.“

### Studium
Nach dem Besuch der Realschule studierte er ab Herbst 1868 an der Kunstakademie Düsseldorf bei Eduard Bendemann, dem ehemaligen leitenden Direktor. Wegen seiner Kurzsichtigkeit wurde er 1870 vom Kriegsdienst zurückgestellt. Nach dem Brand der Akademie im Düsseldorfer Residenzschloss, worin die Kunstakademie bis März 1872 untergebracht war, wechselte er ab 1. April 1872 als Privatschüler zu Bendemann. Ein Jahr später bezog er sein erstes eigenes Atelier. Im Herbst 1873 führte ihn eine Reise nach München, dort stellte er sich beim Direktor der Kunstakademie, Wilhelm von Kaulbach, vor. Offensichtlich fand Kaulbach Gefallen an Beckmann. Denn nachdem die Cholera in München immer weiter um sich griff, bot Kaulbach dem jungen Maler sein Gartenhaus als Quartier an. Über Nürnberg, Frankfurt, Mainz und Bonn kehrte Beckmann nach Düsseldorf zurück. Beseelt von der Reise entstand sein Werk „Die Hussiten“. Der nächste Auftrag führte ihn nach Berlin, wo er für seinen Lehrer Bendemann zusammen mit Ernst und Fritz Roeber sowie Bendemanns Sohn Rudolf den Corneliussaal der Nationalgalerie mit Bendemanns Wandbildern ausmalte.

### Erste Erfolge als Historienmaler

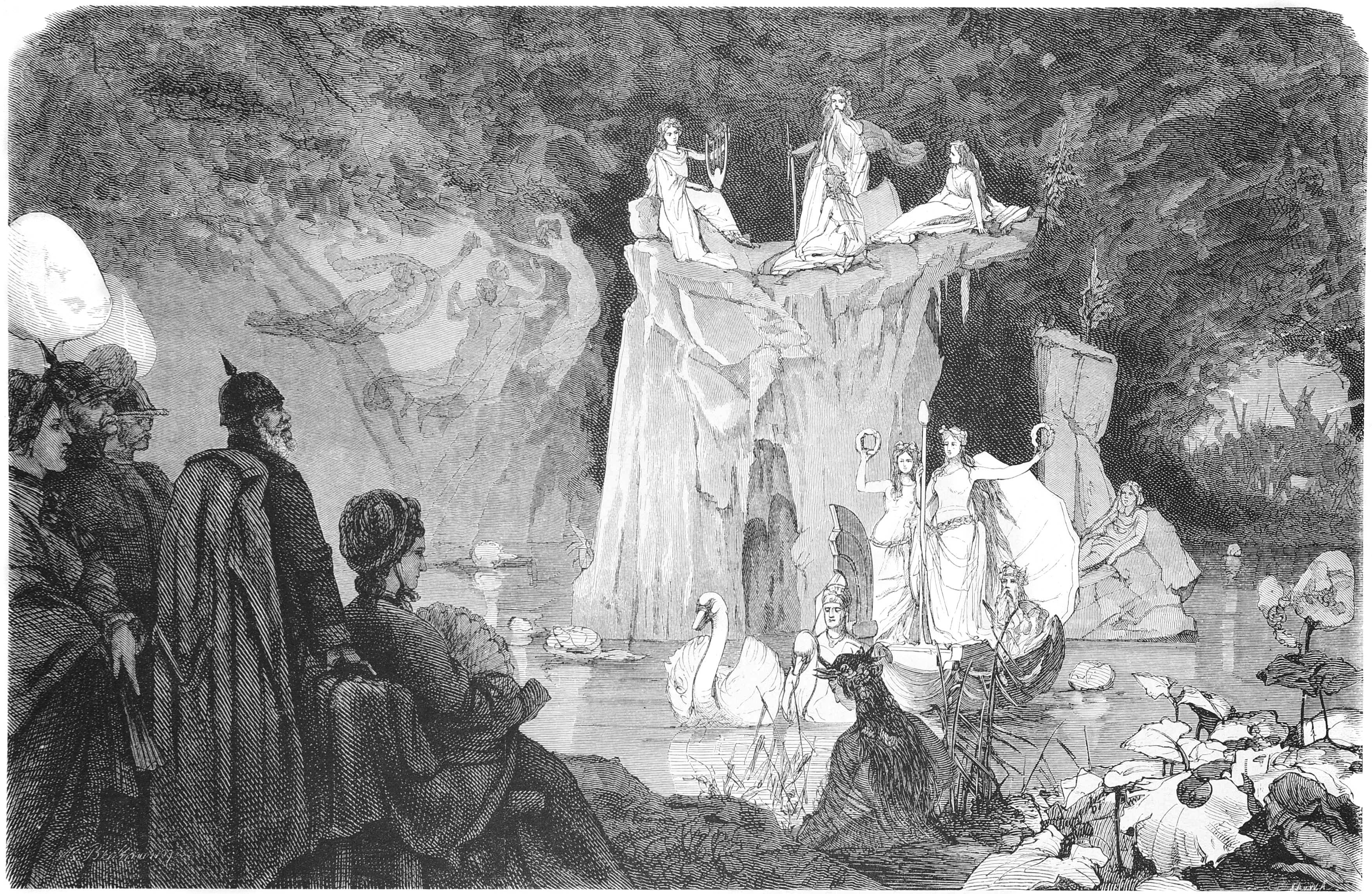
Der Nixenteich auf dem Malkastenfeste zu Düsseldorf, Illustration in der Zeitschrift Die Gartenlaube, 1877

Als Mitglied des Künstlervereins Malkasten nahm er 1877 an dem Festspiel zu Ehren Wilhelms I. teil. Die Illustration „Der Nixenteich aus dem Malkastenfeste zu Düsseldorf“, dieser auch bekannt als Venusteich, wurde in der Zeitschrift Die Gartenlaube veröffentlicht. Im gleichen Jahr führte ihn eine Studienreise nach Holland. Die auf der Kunstausstellung 1880 in Düsseldorf ausgestellte „Übergabe der Feste Rosenberg im Hussitenkrieg“ wurde von einer Stockholmer Galerie angekauft, das Bild erfuhr durch die Reproduktionen des Kunstverlages „Franz Hanfstaengl“ weite Verbreitung. Für den Umzug zur Fertigstellung des Kölner Doms am 16. Oktober 1880 wurde Beckmann als einer der künstlerischen Leiter berufen. Die Darstellungen stießen auf breite Zustimmung – Kaiser Wilhelm I. ließ die Teilnehmer nach Beendigung ein zweites Mal aufmarschieren – und legten den Grundstock für weitere Aufträge der Kölner Gesellschaft, etwa die Ausmalung des Saales im Gürzenich. Im Mai 1881 führte ihn eine Studienreise nach Paris zum Salon de Paris, der jährlichen Pariser Kunstausstellung, wo er auch Édouard Manet traf. Nach dem Rheinhochwasser 1882/1883 fertigte er einen Entwurf für die lebenden Bilder, mit denen Geld für die Hochwasserschäden gesammelt werden sollte.
Während er noch an einem Lutherbild arbeitete, erhielt er von der Stadt Eisleben den Auftrag, den Festzug zum 400. Lutherjubiläum am 10. November 1883 zu arrangieren. Den Auftrag verband er mit einer Reise nach Merseburg, Torgau und Berlin.
Im Februar 1885 reiste er erneut nach München, das immer noch den Mittelpunkt der deutschen Malerei bildete. Sehr verbunden fühlte sich Beckmann mit Fritz von Uhde, dem „ultraradikalen Drauflosstürmer“. Von München aus machte er einen Abstecher nach Venedig.
Der Plan, ein Bildnis des verstorbenen Richard Wagner zu malen, führte ihn 1886 nach erstmals nach Bayreuth. 
Im Juli fuhr er zu den Bayreuther Festspielen und besuchte Aufführungen von „Parsifal“ und „Tristan“. Am 31. Juli überschattete der Tod Franz Liszts die Festspiele. Wieder daheim, gründete Beckmann – noch ganz unter dem Eindruck Bayreuths – in Düsseldorf den Richard-Wagner-Verein, der nach kurzer Zeit bereits 500 Mitglieder zählte.

### Die Berliner Zeit
Als Kaiser Friedrich III. am 15. Juni 1888 starb, fuhr Beckmann nach Berlin, wo er auch die Erlaubnis zum Zeichnen erhielt. Sein Bild des aufgebahrten Kaisers wurde ein großer Erfolg. Es reiste durch verschiedene Städte und wurde besonders auch in Schulen gezeigt. Dieses Bild markierte die Zuwendung Beckmanns zum Realismus.
Der Erfolg bestärkte ihn darin, den Wohnort zu wechseln und nach Berlin zu ziehen. Dort erhielt er vom Auswärtigen Amt die Anfrage, an einer Gesandtschaftsreise nach Marokko teilzunehmen, die vom 1. April bis zum Juni 1890 dauerte.
Im Herbst des Jahres wurde er Lehrer der Porträt- und Malklasse des Vereins Berliner Künstlerinnen. Die Berliner Zeit ist auch gekennzeichnet durch eine Zunahme der privaten Aufträge, von denen einer ihn mehrmals nach Antwerpen führte. Dort lernte Beckmann seine spätere Frau kennen, die Tochter des deutschen Kaufmanns Köhler. Schon im Februar 1893 fand die Hochzeit in Antwerpen statt und die Braut folgte ihm nach Berlin. Sie wohnten in der Achenbachstraße 6. Sein Atelier hatte Beckmann in der Lützowstraße 82.
Am 12. Mai 1896 reiste er für die Deutsche Botschaft zu den Krönungsfeierlichkeiten des Zaren Nikolaus II. nach Moskau. Die folgende Zeit verbrachte das Ehepaar in Italien: Über Venedig und Padua, Ravenna, Bologna und Florenz führte ihre Reise nach Rom, wo sie im Dezember 1896 eintrafen, dann weiter nach Neapel und Palermo. Von Marsala setzten sie über nach Tunis, um von dort wieder Rom anzusteuern, wo sie den Winter verbrachten. Besonderen Eindruck machte auf Beckmann ein Treffen mit Arnold Böcklin in Florenz an dessen 70. Geburtstag. Ende Juli 1898, nach über zweijähriger Reise, trafen die Eheleute wieder in Berlin ein.

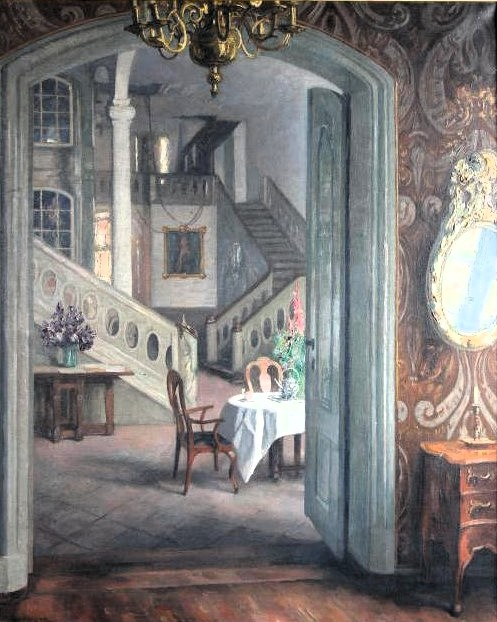
Blick auf die Diele des Schabbelhauses, um 1915

Nicht zuletzt durch die Italienreise veränderte sich die Einstellung Beckmanns. Er folgte nun den moderneren Kunstanschauungen und stürzte sich auf ein intensiveres Studium der Landschaft. Deshalb verbrachte er einen Sommer in Mecklenburg und den folgenden in der Lüneburger Heide.
Als Schriftführer der Kommission für die Große Berliner Kunstausstellung reiste er 1904 nach München, Dresden, Wien und Budapest, um dort Kontakte zu den Künstlern zu knüpfen und sie zur Teilnahme an der Ausstellung aufzufordern. Die Glanzpunkte der Ausstellung wurden die ungarische Abteilung sowie die Kollektivausstellung von Franz von Lenbach, der noch während der Ausstellung im Mai 1904 starb. Beckmann reiste zusammen mit Paul Meyerheim als Abgesandter der Berliner Künstler zur Beerdigung, die einen tiefen Eindruck bei ihm hinterließ. Bei einer Audienz wurden die Berliner Künstler von Prinzregent Luitpold empfangen, dessen Erscheinung Beckmann an einen „Waldgott“ erinnerte.
Im Mai 1905 unternahm er eine Studienreise nach Paris, Reims, Luxemburg, Trier sowie an den Rhein und die Mosel. Zwei Jahre später ward er Mitglied der Kommission für die Große Berliner Kunstausstellung sowie Hängekommissar der Deutsch-Nationalen Kunstausstellung in Düsseldorf. Die Vorkriegsjahre waren geprägt von zum Teil mehrfachen Studienaufenthalten in Tirol, Bayern sowie Lübeck. 1913 plante er als Leiter des Festkomitees zum Regierungsjubiläum des Kaisers ein mittelalterliches Turnier mit 2000 Beteiligten. Die Vorbereitungen auf einen Weltkrieg und die vom Reichstag beschlossene Wehrvorlage veranlassten Wilhelm II., die großangelegten Feierlichkeiten abzusagen. Beckmann widmete sich in dieser Zeit verstärkt der Interieurmalerei. Als Motive dienten ihm Räume in den Schlössern Paretz, Tegel, Belvedere in Weimar sowie im Rathaus von Lüneburg.

### Der letzte Lebensabschnitt
Im Dezember 1918 starb seine Frau. Beckmann stürzte sich in die Arbeit, fuhr zum Tegernsee und besuchte anschließend die Schriftstellerin Elisabeth von Heyking auf Schloss Crossen an der Elster. 1920 führte ihn ein Auftrag zu Graf Finckenstein nach Pommern. Auch die Freundschaft mit der verwitweten Prinzessin Hermine von Schoeneich-Carolath führte zu mehreren Besuchen ihres Schlosses Saabor in Schlesien (heute Zabór). Sie heiratete 1922 den ehemaligen Kaiser Wilhelm II., der im niederländischen Exil in Haus Doorn lebte. Auch in Saabor sowie im nahegelegenen Trebschen (Trzebiechów) arbeitete Beckmann an seinen Interieurbildern. Dafür reiste er auch nach Bayern, wo er in Schloss Weikersheim und mehrmals in Schloss Sigmaringen arbeitete. 
Auf diesen Reisen lernte er 1925 die aus Elbing stammende Witwe des Fabrikbesitzers Schmidt kennen, die er am 30. Januar 1926 in Berlin heiratete. Die Hochzeitsreise führte das frisch vermählte Paar nach Italien und Bayern. Beckmann verließ Berlin und zog zu seiner Frau nach Danzig. Auf Einladung von Lina von Hindenburg besuchten sie das Gut Neudeck, das 1928 dem Reichspräsidenten Paul von Hindenburg „vom deutschen Volke“ geschenkt wurde. Zu den Feierlichkeiten zum 80. Geburtstag Hindenburgs erhielt Beckmann eine Einladung in das Palais des Reichspräsidenten.
Wilhelm Beckmanns Autobiographie endet hier. Nach Ernst Klee lud ihn Adolf Hitler persönlich als Ehrengast auf die NSDAP-Reichsparteitage 1936 und 1937, kaufte ihm sein Gemälde Vorbeimarsch der Leibstandarte in Nürnberg anläßlich des Parteitags ab und verlieh ihm 1937 die Goethe-Medaille für Kunst und Wissenschaft. Er starb 1942 in Berlin.

## Werke (Auswahl)
- Übergabe der Veste Rosenberg im Hussitenkrieg, 1880
- Reiherbeize, 1882
- Luther nach seiner Rede auf dem Reichstag in Worms, 1884
- Ausmalung der Burgkapelle von Abenberg bei Roth, 1886
- Richard Wagner in seinem Heim Wahnfried, 1886
- Straßenbild aus Marokko, 1890
- Krönung des Zaren Nikolaus II. in Moskau im Jahre 1896
- Die Gattin des Künstlers, 1926
- Ansichten des Gutshauses von Neudeck, 1927
- Selbstporträt, 1927
- Oderlandschaft bei Carolath, 1929